# Longrita nathan
Longrita nathan is een spinnensoort uit de familie Trochanteriidae. De soort komt voor in Queensland.